# Statistiche e record di Alexander Zverev
In questa pagina sono riportate le statistiche e i record realizzati da Alexander Zverev durante la carriera tennistica.

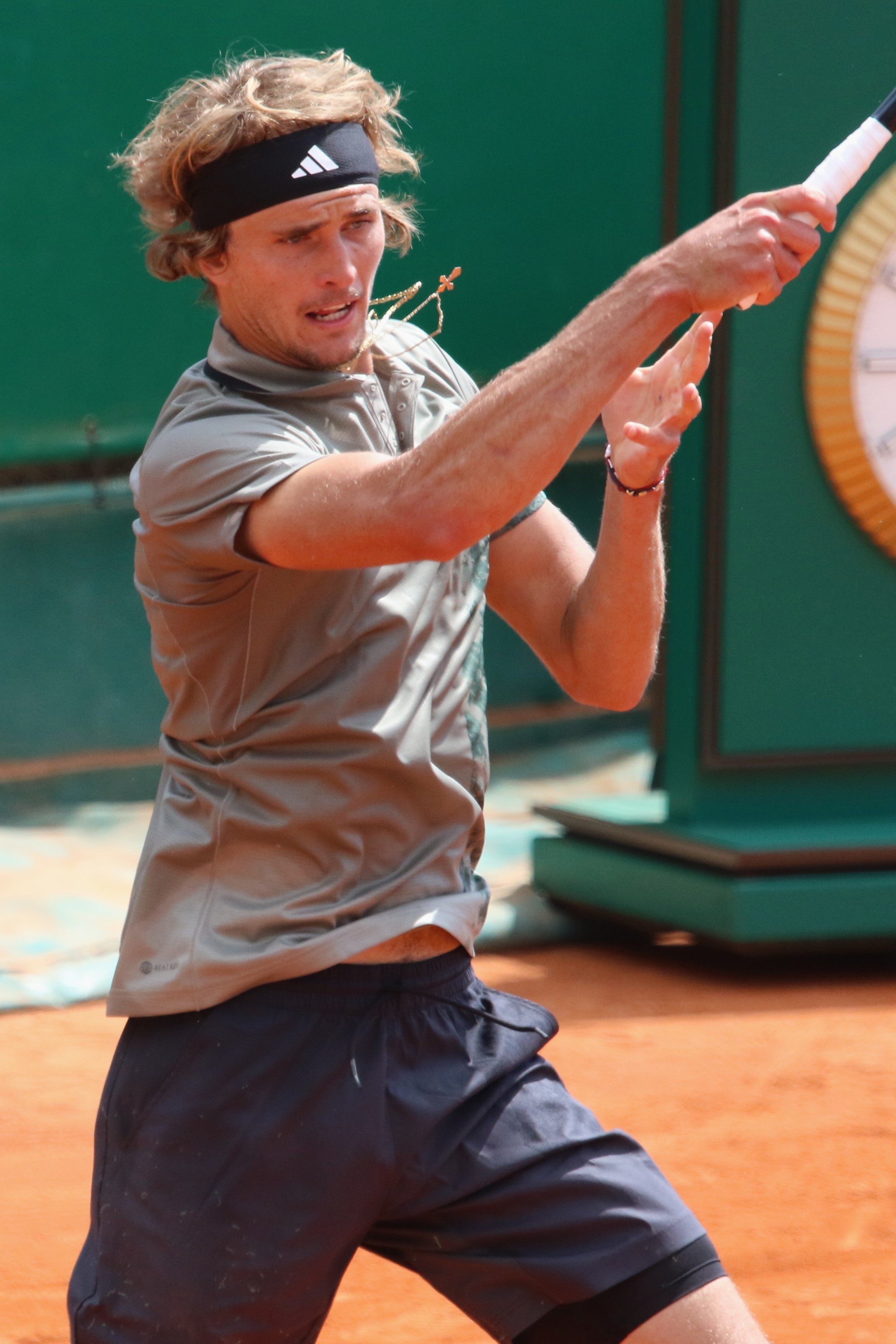
Zverev in azione al Monte Carlo Masters 2023.

| Finali in carriera |                     |       |       |     |      |
| Specialità         | Categoria           | Vinte | Perse | Tot | V %  |
| Singolare          | Grande Slam         | 0     | 3     | 3   | 0%   |
| Singolare          | Olimpiadi estive    | 1     | 0     | 1   | 100% |
| Singolare          | Tour Finals         | 2     | 0     | 2   | 100% |
| Singolare          | ATP Masters 1000    | 7     | 5     | 12  | 59%  |
| Singolare          | ATP Tour 500        | 6     | 4     | 10  | 60%  |
| Singolare          | ATP Tour 250        | 8     | 3     | 11  | 73%  |
| Singolare          | Totale              | 24    | 15    | 39  | 62%  |
| Doppio             | Grande Slam         | –     | –     | –   | –    |
| Doppio             | Olimpiadi estive    | –     | –     | –   | –    |
| Doppio             | Torneo di fine anno | –     | –     | –   | –    |
| Doppio             | ATP Masters 1000    | 0     | 1     | 1   | 0%   |
| Doppio             | ATP Tour 500        | 1     | 3     | 4   | 25%  |
| Doppio             | ATP Tour 250        | 1     | 2     | 3   | 33%  |
| Doppio             | Coppa Davis         | –     | –     | –   | –    |
| Doppio             | Hopman Cup          | 0     | 2     | 2   | 0%   |
| Doppio             | ATP Cup             | –     | –     | –   | –    |
| Doppio             | Laver Cup           | 5     | 0     | 5   | 100% |
| Doppio             | United Cup          | 1     | 0     | 1   | 100% |
| Doppio             | Totale              | 8     | 8     | 16  | 50%  |
| Totale             | Totale              | 32    | 23    | 55  | 58%  |

## Statistiche

### Singolare

#### Vittorie (24)
| Legenda singolo      |
| Grande Slam (0)      |
| ATP Finals (2)       |
| Giochi olimpici (1)  |
| ATP Masters 1000 (7) |
| ATP Tour 500 (6)     |
| ATP Tour 250 (8)     |

| N.  | Data              | Torneo                                           | Superficie  | Avversario in finale  | Punteggio           |
| 1.  | 25 settembre 2016 | St. Petersburg Open, San Pietroburgo             | Cemento (i) | Stan Wawrinka         | 6–2, 3–6, 7–5       |
| 2.  | 12 febbraio 2017  | Open Sud de France, Montpellier                  | Cemento (i) | Richard Gasquet       | 7–6(4), 6–3         |
| 3.  | 7 maggio 2017     | Internazionali di Baviera, Monaco di Baviera     | Terra rossa | Guido Pella           | 6–4, 6–3            |
| 4.  | 21 maggio 2017    | Internazionali d'Italia, Roma                    | Terra rossa | Novak Đoković         | 6–4, 6–3            |
| 5.  | 6 agosto 2017     | Washington Open, Washington                      | Cemento     | Kevin Anderson        | 6–4, 6–4            |
| 6.  | 13 agosto 2017    | Canadian Open, Montréal                          | Cemento     | Roger Federer         | 6–3, 6–4            |
| 7.  | 6 maggio 2018     | Internazionali di Baviera, Monaco di Baviera (2) | Terra rossa | Philipp Kohlschreiber | 6–3, 6–3            |
| 8.  | 13 maggio 2018    | Madrid Open, Madrid                              | Terra rossa | Dominic Thiem         | 6–4, 6–4            |
| 9.  | 5 agosto 2018     | Washington Open, Washington (2)                  | Cemento     | Alex de Minaur        | 6–2, 6–4            |
| 10. | 18 novembre 2018  | ATP Finals, Londra                               | Cemento (i) | Novak Đoković         | 6–4, 6–3            |
| 11. | 25 maggio 2019    | Geneva Open, Ginevra                             | Terra rossa | Nicolás Jarry         | 6–3, 3–6, 7–6(8)    |
| 12. | 18 ottobre 2020   | ATP Cologne 1, Colonia                           | Cemento (i) | Félix Auger-Aliassime | 6–3, 6–3            |
| 13. | 25 ottobre 2020   | ATP Cologne 2, Colonia                           | Cemento (i) | Diego Schwartzman     | 6–2, 6–1            |
| 14. | 20 marzo 2021     | Abierto Mexicano de Tenis, Acapulco              | Cemento     | Stefanos Tsitsipas    | 6–4, 7–6(3)         |
| 15. | 9 maggio 2021     | Madrid Open, Madrid (2)                          | Terra rossa | Matteo Berrettini     | 6(6)–7, 6–4, 6–3    |
| 16. | 1º agosto 2021    | Giochi Olimpici, Tokyo                           | Cemento     | Karen Chačanov        | 6–3, 6–1            |
| 17. | 22 agosto 2021    | Cincinnati Open, Cincinnati                      | Cemento     | Andrej Rublëv         | 6–2, 6–3            |
| 18. | 31 ottobre 2021   | Vienna Open, Vienna                              | Cemento (i) | Frances Tiafoe        | 7–5, 6–4            |
| 19. | 21 novembre 2021  | ATP Finals, Torino (2)                           | Cemento (i) | Daniil Medvedev       | 6–4, 6–4            |
| 20. | 30 luglio 2023    | Hamburg European Open, Amburgo                   | Terra rossa | Laslo Đere            | 7–5, 6–3            |
| 21. | 26 settembre 2023 | Chengdu Open, Chengdu                            | Cemento     | Roman Safiullin       | 6(2)–7, 7–6(5), 6–3 |
| 22. | 19 maggio 2024    | Internazionali d'Italia, Roma (2)                | Terra rossa | Nicolás Jarry         | 6–4, 7–5            |
| 23. | 3 novembre 2024   | Paris Masters, Parigi                            | Cemento (i) | Ugo Humbert           | 6–2, 6–2            |
| 24. | 20 aprile 2025    | Internazionali di Baviera, Monaco di Baviera (3) | Terra rossa | Ben Shelton           | 6–2, 6–4            |

#### Finali perse (15)
| Legenda singolo      |
| Grande Slam (3)      |
| ATP Finals (0)       |
| ATP Masters 1000 (5) |
| ATP Tour 500 (4)     |
| ATP Tour 250 (3)     |

| N.  | Data              | Torneo                              | Superficie  | Avversario in finale | Punteggio                  |
| 1.  | 21 maggio 2016    | Open de Nice Côte d'Azur, Nizza     | Terra rossa | Dominic Thiem        | 4–6, 6–3, 0–6              |
| 2.  | 19 giugno 2016    | Halle Open, Halle                   | Erba        | Florian Mayer        | 2–6, 7–5, 3–6              |
| 3.  | 25 giugno 2017    | Halle Open, Halle (2)               | Erba        | Roger Federer        | 1–6, 3–6                   |
| 4.  | 1º aprile 2018    | Miami Open, Miami                   | Cemento     | John Isner           | 7–6(4), 4–6, 4–6           |
| 5.  | 20 maggio 2018    | Internazionali d'Italia, Roma       | Terra rossa | Rafael Nadal         | 1–6, 6–1, 3–6              |
| 6.  | 2 marzo 2019      | Abierto Mexicano de Tenis, Acapulco | Cemento     | Nick Kyrgios         | 3–6, 4–6                   |
| 7.  | 13 ottobre 2019   | Shanghai Masters, Shanghai          | Cemento     | Daniil Medvedev      | 4–6, 1–6                   |
| 8.  | 13 settembre 2020 | US Open, New York                   | Cemento     | Dominic Thiem        | 6–2, 6–4, 4–6, 3–6, 6(6)–7 |
| 9.  | 8 novembre 2020   | Paris Masters, Parigi               | Cemento (i) | Daniil Medvedev      | 7–5, 4–6, 1–6              |
| 10. | 6 febbraio 2022   | Open Sud de France, Montpellier     | Cemento (i) | Aleksandr Bublik     | 4–6, 3–6                   |
| 11. | 8 maggio 2022     | Madrid Open, Madrid                 | Terra rossa | Carlos Alcaraz       | 3–6, 1–6                   |
| 12. | 9 giugno 2024     | Open di Francia, Parigi             | Terra rossa | Carlos Alcaraz       | 3–6, 6–2, 7–5, 1–6, 2–6    |
| 13. | 21 luglio 2024    | Hamburg European Open, Amburgo      | Terra rossa | Arthur Fils          | 3–6, 6–3, 6(1)–7           |
| 14. | 26 gennaio 2025   | Australian Open, Melbourne          | Cemento     | Jannik Sinner        | 3–6, 6(4)–7, 3–6           |
| 15. | 15 giugno 2025    | Stuttgart Open, Stoccarda           | Erba        | Taylor Fritz         | 3–6, 6(5)–7                |

### Doppio

#### Vittorie (2)
| Legenda doppio       |
| Grande Slam (0)      |
| ATP Finals (0)       |
| ATP Masters 1000 (0) |
| ATP Tour 500 (1)     |
| ATP Tour 250 (1)     |

| N. | Data             | Torneo                              | Superficie  | Compagno    | Avversari in Finale          | Punteggio           |
| 1. | 12 febbraio 2017 | Open Sud de France, Montpellier     | Cemento (i) | Miša Zverev | Fabrice Martin Daniel Nestor | 6–4, 6(3)–7, [10–7] |
| 2. | 2 marzo 2019     | Abierto Mexicano de Tenis, Acapulco | Cemento     | Miša Zverev | Artem Sitak Austin Krajicek  | 2–6, 7–6(4), [10–5] |

#### Finali perse (6)
| Legenda doppio       |
| Grande Slam (0)      |
| ATP Finals (0)       |
| ATP Masters 1000 (1) |
| ATP Tour 500 (3)     |
| ATP Tour 250 (2)     |

| N. | Data            | Torneo                                       | Superficie  | Compagno     | Avversari in Finale           | Punteggio        |
| 1. | 3 maggio 2015   | Internazionali di Baviera, Monaco di Baviera | Terra rossa | Miša Zverev  | Alexander Peya Radek Štěpánek | 6–4, 1–6, [5–10] |
| 2. | 7 febbraio 2016 | Open Sud de France, Montpellier              | Cemento (i) | Miša Zverev  | Mate Pavić Michael Venus      | 5–7, 6(4)–7      |
| 3. | 25 giugno 2017  | Halle Open, Halle                            | Erba        | Miša Zverev  | Łukasz Kubot Marcelo Melo     | 7–5, 3–6, [8–10] |
| 4. | 24 giugno 2018  | Halle Open, Halle (2)                        | Erba        | Miša Zverev  | Łukasz Kubot Marcelo Melo     | 6(1)–7, 4–6      |
| 5. | 28 ottobre 2018 | Swiss Indoors, Basilea                       | Cemento (i) | Miša Zverev  | Dominic Inglot Franko Škugor  | 2–6, 5–7         |
| 6. | 14 aprile 2024  | Monte Carlo Masters, Monte Carlo             | Terra rossa | Marcelo Melo | Sander Gille Joran Vliegen    | 7–5, 3–6, [5–10] |

### Tornei minori

#### Singolare

##### Vittorie (2)
| Legenda tornei minori |
| Challenger (2)        |
| Futures (0)           |

| N. | Data           | Torneo                           | Superficie  | Avversario in finale | Punteggio     |
| 1. | 5 luglio 2014  | Braunschweig Open, Braunschweig  | Terra rossa | Paul-Henri Mathieu   | 1–6, 6–1, 6–4 |
| 2. | 17 maggio 2015 | Heilbronner Neckarcup, Heilbronn | Terra rossa | Guido Pella          | 6–1, 7–6(7)   |

##### Finali perse (1)
| Legenda tornei minori |
| Challenger (0)        |
| Futures (1)           |

| N. | Data             | Torneo                | Superficie  | Avversario in finale | Punteggio |
| 1. | 18 novembre 2012 | U.S.A. F32, Bradenton | Terra rossa | Florian Reynet       | 0–6, 1–6  |

## Risultati in progressione
| V | F | SF | QF | #T | RR | Q# | A | Z# | PO | O | F-A | SF-B | ND |

(V) Torneo vinto; raggiunto (F) finale, (SF) semifinale, (QF) quarti di finale, (#T) turni 4, 3, 2, 1; (RR) round - robin; (Q#) Turno di qualificazione; (A) assente dal torneo; (Z#) Zona gruppo Coppa Davis/Fed Cup (con indicazione numero); (PO) play-off Coppa Davis o Fed Cup; vinto un (O) oro, (F-A) argento o (SF-B) bronzo ai Giochi Olimpici; (ND) torneo non disputato.

Statistiche aggiornate agli Miami Open 2025.
| Tornei                | 2013            | 2014            | 2015            | 2016            | 2017          | 2018          | 2019          | 2020          | 2021          | 2022          | 2023          | 2024          | 2025          | Titoli        | V–S           | V%            |
| --------------------- | --------------- | --------------- | --------------- | --------------- | ------------- | ------------- | ------------- | ------------- | ------------- | ------------- | ------------- | ------------- | ------------- | ------------- | ------------- | ------------- |
| Tornei Grande Slam    |                 |                 |                 |                 |               |               |               |               |               |               |               |               |               |               |               |               |
| Australian Open       | A               | A               | Q1              | 1T              | 3T            | 3T            | 4T            | SF            | QF            | 4T            | 2T            | SF            | F             | 0 / 10        | 31–10         | 76%           |
| Roland Garros         | A               | A               | Q2              | 3T              | 1T            | QF            | QF            | 4T            | SF            | SF            | SF            | F             |               | 0 / 9         | 34–9          | 79%           |
| Wimbledon             | A               | A               | 2T              | 3T              | 4T            | 3T            | 1T            | ND            | 4T            | A             | 3T            | 4T            |               | 0 / 8         | 16–8          | 66%           |
| US Open               | A               | Q2              | 1T              | 2T              | 2T            | 3T            | 4T            | F             | SF            | A             | QF            | QF            |               | 0 / 9         | 26–9          | 74%           |
| Vittorie–Sconfitte    | 0–0             | 0–0             | 1–2             | 5–4             | 6–4           | 10–4          | 10–4          | 14–3          | 17–4          | 8–2           | 12–4          | 18–4          | 6–1           | 0 / 36        | 107–36        | 74%           |
| Torneo di fine anno   |                 |                 |                 |                 |               |               |               |               |               |               |               |               |               |               |               |               |
| ATP Finals            | Non qualificato | Non qualificato | Non qualificato | Non qualificato | RR            | V             | SF            | RR            | V             | NQ            | RR            | SF            |               | 2 / 7         | 17–10         | 63%           |
| Vittorie–Sconfitte    | 0–0             | 0–0             | 0–0             | 0–0             | 1–2           | 4–1           | 2–2           | 1–2           | 4–1           | 0–0           | 2–1           | 3–1           |               | 2 / 7         | 17–10         | 63%           |
| Nazionale             |                 |                 |                 |                 |               |               |               |               |               |               |               |               |               |               |               |               |
| Giochi Olimpici       | Non disputati   | Non disputati   | Non disputati   | A               | Non disputati | Non disputati | Non disputati | Non disputati | V             | ND            | ND            | QF            | ND            | 1 / 2         | 9–1           | 90%           |
| Coppa Davis           | A               | A               | A               | 1T              | 1T            | QF            | LQ            | A             | A             | LQ            | LQ            | A             |               | 0 / 6         | 9–5           | 64%           |
| ATP Cup               | Non disputata   | Non disputata   | Non disputata   | Non disputata   | Non disputata | Non disputata | Non disputata | RR            | SF            | RR            | Non disputata | Non disputata | Non disputata | 0 / 3         | 3–6           | 33%           |
| United Cup            | Non disputata   | Non disputata   | Non disputata   | Non disputata   | Non disputata | Non disputata | Non disputata | Non disputata | Non disputata | Non disputata | RR            | V             | QF            | 1 / 3         | 6–3           | 67%           |
| Vittorie–Sconfitte    | 0–0             | 0–0             | 0–0             | 0–2             | 1–1           | 3–1           | 2–2           | 0–3           | 7–2           | 4–1           | 1–2           | 7–1           | 2–0           | 2 / 14        | 27–15         | 64%           |
| ATP Tour Masters 1000 |                 |                 |                 |                 |               |               |               |               |               |               |               |               |               |               |               |               |
| Indian Wells          | A               | A               | Q1              | 4T              | 3T            | 2T            | 3T            | ND            | QF            | 2T            | 4T            | QF            | 2T            | 0 / 9         | 13–9          | 59%           |
| Miami                 | A               | A               | 2T              | 2T              | QF            | F             | 2T            | ND            | 2T            | QF            | 1T            | SF            | 4T            | 0 / 10        | 19–10         | 66%           |
| Monte Carlo           | A               | A               | A               | 2T              | 3T            | SF            | 3T            | ND            | 3T            | SF            | 3T            | 3T            |               | 0 / 8         | 14–8          | 64%           |
| Madrid                | A               | A               | A               | A               | QF            | V             | QF            | ND            | V             | F             | 4T            | 4T            |               | 2 / 7         | 23–5          | 82%           |
| Roma                  | A               | A               | A               | 2T              | V             | F             | 2T            | A             | QF            | SF            | 3T            | V             |               | 2 / 8         | 24–6          | 80%           |
| Montréal/Toronto      | A               | A               | A               | 1T              | V             | QF            | QF            | ND            | A             | A             | 2T            | QF            |               | 1 / 6         | 12–5          | 67%           |
| Cincinnati            | A               | Q1              | 1T              | 1T              | 2T            | 2T            | 2T            | 2T            | V             | A             | SF            | SF            |               | 1 / 9         | 12–8          | 62%           |
| Shanghai              | A               | A               | A               | 3T              | 3T            | SF            | F             | Non disputato | Non disputato | Non disputato | 2T            | 4T            |               | 0 / 6         | 12–6          | 67%           |
| Parigi                | A               | A               | A               | A               | 2T            | QF            | 3T            | F             | SF            | A             | 3T            | V             |               | 1 / 7         | 17–6          | 73%           |
| Vittorie–Sconfitte    | 0–0             | 0–0             | 1–2             | 8–7             | 21–7          | 24–8          | 11–9          | 5–2           | 19–5          | 13–5          | 15–9          | 28–7          | 0–1           | 7 / 70        | 146–63        | 70%           |
| ATP Tour 500          |                 |                 |                 |                 |               |               |               |               |               |               |               |               |               |               |               |               |
| Rotterdam             | A               | A               | 1T              | QF              | 1T            | 2T            | A             | A             | 1T            | A             | 2T            | A             | A             | 0 / 6         | 4–6           | 40%           |
| Rio de Janeiro        | ND              | A               | A               | A               | A             | A             | A             | A             | ND            | A             | A             | A             | QF            | 0 / 1         | 2–1           | 67%           |
| Dubai                 | A               | A               | 1T              | A               | A             | A             | A             | A             | A             | A             | SF            | A             | A             | 0 / 2         | 3–2           | 60%           |
| Acapulco              | A               | A               | A               | A               | A             | SF            | F             | 2T            | V             | 2T            | A             | 1T            | 2T            | 1 / 7         | 14–5          | 74%           |
| Barcellona            | A               | A               | A               | 3T              | 3T            | A             | 2T            | ND            | A             | A             | A             | A             |               | 0 / 3         | 3–3           | 50%           |
| Halle                 | 250             | 250             | 2T              | F               | F             | 1T            | QF            | ND            | 2T            | A             | SF            | SF            |               | 0 / 8         | 18–8          | 69%           |
| Amburgo               | 1T              | SF              | 1T              | 1T              | A             | A             | SF            | A             | A             | A             | V             | F             |               | 1 / 7         | 16–6          | 73%           |
| Washington            | A               | A               | QF              | SF              | V             | V             | ND            | A             | A             | A             | A             | A             |               | 2 / 4         | 16–2          | 89%           |
| Pechino               | A               | A               | Q1              | QF              | SF            | 2T            | SF            | Non disputato | Non disputato | Non disputato | SF            | A             |               | 0 / 5         | 12–5          | 69%           |
| San Pietroburgo       | 250             | 250             | 250             | 250             | 250           | 250           | 250           | A             | 250           | Non disputato | Non disputato | Non disputato | Non disputato | 0 / 0         | 0–0           | –             |
| Tokyo                 | A               | A               | A               | A               | A             | A             | A             | ND            | ND            | A             | 1T            | A             |               | 0 / 1         | 0–1           | 0%            |
| Basilea               | A               | 1T              | A               | A               | A             | SF            | 1T            | ND            | ND            | A             | A             | A             |               | 0 / 3         | 3–3           | 50%           |
| Vienna                | 250             | 250             | A               | A               | QF            | A             | A             | A             | V             | A             | QF            | QF            |               | 1 / 4         | 11–3          | 78%           |
| Vittorie–Sconfitte    | 0–1             | 4–2             | 4–5             | 13–6            | 15–5          | 13–5          | 12–6          | 1–1           | 10–2          | 1–0           | 17–6          | 9–4           | 3–2           | 5 / 51        | 102–45        | 70%           |
| ATP Tour 250          |                 |                 |                 |                 |               |               |               |               |               |               |               |               |               |               |               |               |
| Brisbane              | A               | A               | Q1              | A               | A             | A             | A             | Non disputato | Non disputato | Non disputato | Non disputato | A             | A             | 0 / 0         | 0–0           | –             |
| Auckland              | A               | Q2              | A               | A               | A             | A             | A             | A             | ND            | ND            | A             | A             | A             | 0 / 0         | 0–0           | –             |
| Montpellier           | A               | A               | Q3              | SF              | V             | A             | A             | A             | A             | F             | A             | A             | A             | 1 / 3         | 10–2          | 88%           |
| Marsiglia             | A               | A               | 1T              | 2T              | 1T            | A             | A             | A             | A             | A             | A             | A             | A             | 0 / 3         | 1–3           | 25%           |
| Buenos Aires          | A               | A               | A               | A               | A             | A             | A             | A             | A             | A             | A             | A             | QF            | 0 / 1         | 1–1           | 50%           |
| Qatar                 | A               | A               | A               | A               | A             | A             | A             | A             | A             | A             | 2T            | A             | 500           | 0 / 1         | 0–1           | 0%            |
| Delray Beach          | A               | Q2              | A               | A               | A             | A             | A             | A             | A             | A             | A             | A             | A             | 0 / 0         | 0–0           | –             |
| Marrakech             | A               | A               | A               | A               | A             | A             | 2T            | Non Disputato | Non Disputato | Non Disputato | A             | A             | A             | 0 / 1         | 1–1           | 50%           |
| Houston               | A               | Q1              | Q1              | A               | A             | A             | A             | Non Disputato | Non Disputato | Non Disputato | A             | A             | A             | 0 / 0         | 0–0           | –             |
| Monaco di Baviera     | A               | 1T              | 2T              | SF              | V             | V             | QF            | ND            | QF            | 2T            | 2T            | QF            | 500           | 2 / 9         | 14–7          | 76%           |
| Düsseldorf            | A               | Q3              | Non Disputato   | Non Disputato   | Non Disputato | Non Disputato | Non Disputato | Non Disputato | Non Disputato | Non Disputato | Non Disputato | Non Disputato | Non Disputato | 0 / 0         | 0–0           | –             |
| Ginevra               | ND              | ND              | A               | A               | A             | A             | V             | ND            | A             | A             | SF            | A             |               | 1 / 2         | 6–1           | 90%           |
| Nizza                 | A               | A               | A               | F               | Non Disputato | Non Disputato | Non Disputato | Non Disputato | Non Disputato | Non Disputato | Non Disputato | Non Disputato | Non Disputato | 0 / 1         | 4–1           | 80%           |
| Stoccarda             | A               | 1T*             | 2T              | A               | A             | A             | 2T            | ND            | A             | A             | A             | A             |               | 0 / 3         | 1–3           | 25%           |
| 's–Hertogenbosch      | A               | A               | A               | A               | SF            | A             | A             | ND            | ND            | A             | A             | A             |               | 0 / 1         | 2–1           | 67%           |
| Nottingham            | ND              | ND              | 3T              | A               | Challenger    | Challenger    | Challenger    | Challenger    | Challenger    | Challenger    | Challenger    | Challenger    | Challenger    | 0 / 1         | 2–1           | 67%           |
| Båstad                | A               | A               | SF              | A               | A             | A             | A             | ND            | A             | A             | QF            | A             |               | 0 / 2         | 5–2           | 75%           |
| Los Cabos             | Non disputato   | Non disputato   | Non disputato   | A               | A             | A             | A             | A             | A             | A             | A             | SF            | A             | 0 / 1         | 3–1           | 75%           |
| Umago                 | A               | 1T              | A               | A               | A             | A             | A             | ND            | A             | A             | A             | A             |               | 0 / 1         | 0–1           | 0%            |
| Kitzbühel             | A               | 1T              | A               | A               | A             | A             | A             | A             | A             | A             | A             | A             |               | 0 / 1         | 0–1           | 0%            |
| Metz                  | Q3              | A               | 1T              | A               | A             | A             | A             | ND            | A             | A             | A             | A             |               | 0 / 1         | 0–1           | 0%            |
| Kuala Lumpur          | A               | A               | 1T              | Non Disputato   | Non Disputato | Non Disputato | Non Disputato | Non Disputato | Non Disputato | Non Disputato | Non Disputato | Non Disputato | Non Disputato | 0 / 1         | 0–1           | 0%            |
| Shenzhen              | ND              | A               | A               | A               | QF            | A             | Non disputato | Non disputato | Non disputato | Non disputato | A             | A             |               | 0 / 1         | 1–1           | 50%           |
| Chengdu               | ND              | A               | A               | A               | A             | A             | A             | Non disputato | Non disputato | Non disputato | V             | A             |               | 1 / 1         | 4–0           | 100%          |
| San Pietroburgo       | A               | ND              | A               | V               | A             | A             | A             | 500           | A             | Non disputato | Non disputato | Non disputato | Non disputato | 1 / 1         | 5–0           | 100%          |
| Colonia 1             | Non disputato   | Non disputato   | Non disputato   | Non disputato   | Non disputato | Non disputato | Non disputato | V             | Non disputato | Non disputato | Non disputato | Non disputato | Non disputato | 1 / 1         | 4–0           | 100%          |
| Colonia 2             | Non disputato   | Non disputato   | Non disputato   | Non disputato   | Non disputato | Non disputato | Non disputato | V             | Non disputato | Non disputato | Non disputato | Non disputato | Non disputato | 1 / 1         | 4–0           | 100%          |
| Stoccolma             | A               | A               | 2T              | SF              | A             | A             | A             | ND            | A             | A             | A             | A             |               | 0 / 2         | 3–2           | 60%           |
| Vienna                | A               | Q3              | 500             | 500             | 500           | 500           | 500           | 500           | 500           | 500           | 500           | 500           | 500           | 0 / 0         | 0–0           | –             |
| Vittorie–Sconfitte    | 0–0             | 0–4             | 8–8             | 18–5            | 10–3          | 4–0           | 6–3           | 8–0           | 1–1           | 3–1           | 8–4           | 3–2           | 1–1           | 8 / 40        | 71–32         | 70%           |
| Statistiche Carriera  |                 |                 |                 |                 |               |               |               |               |               |               |               |               |               |               |               |               |
|                       | 2013            | 2014            | 2015            | 2016            | 2017          | 2018          | 2019          | 2020          | 2021          | 2022          | 2023          | 2024          | 2025          | Carriera      | Carriera      | Carriera      |
| Tornei disputati      | 1               | 6               | 17              | 23              | 25            | 21            | 24            | 10            | 19            | 12            | 28            | 22            | 7             | 208           | 208           | 208           |
| Titoli                | 0               | 0               | 0               | 1               | 5             | 4             | 1             | 2             | 6             | 0             | 2             | 3             | 0             | 23            | 23            | 23            |
| Finali                | 0               | 0               | 0               | 3               | 6             | 6             | 3             | 4             | 6             | 2             | 2             | 5             | 1             | 37            | 37            | 37            |
| Cemento V–S           | 0–0             | 0–1             | 5–10            | 25–15           | 30–15         | 35–13         | 26–14         | 25–10         | 36–8          | 12–5          | 30–18         | 40–13         | 14–6          | 15 / 142      | 284–127       | 67%           |
| Erba V–S              | 0–0             | 0–0             | 5–4             | 6–2             | 9–3           | 2–2           | 2–3           | 0–0           | 4–2           | 0–0           | 5–2           | 6–2           | 0–0           | 0 / 20        | 39–20         | 66%           |
| Terra V–S             | 0–1             | 4–5             | 4–3             | 13–7            | 16–4          | 21–4          | 16–8          | 3–1           | 14–4          | 17–5          | 20–7          | 23–6          | 3–2           | 8 / 64        | 154–57        | 73%           |
| Totale V–S            | 0–1             | 4–6             | 14–17           | 44–24           | 57–22         | 60–19         | 44–25         | 28–11         | 59–15         | 29–10         | 55–27         | 69–21         | 17–8          | 477–204       | 477–204       | 477–204       |
| Vittorie %            | 0%              | 40%             | 45%             | 65%             | 72%           | 76%           | 64%           | 72%           | 80%           | 74%           | 67%           | 77%           | 68%           | 70%           | 70%           | 70%           |
| Ranking fine anno     | 809             | 136             | 83              | 24              | 4             | 4             | 7             | 7             | 3             | 12            | 7             | 2             |               | $51,838,716 $ | $51,838,716 $ | $51,838,716 $ |

* Disputato su Terra battuta.

## Testa a testa con altri giocatori

### Testa a testa con giocatori classificati top 10
In grassetto sono indicati i giocatori ancora in attività.
| Giocatori nº1 del ranking  |        |     |     |    |        |                                                                                      |        |       |     |
| Carlos Alcaraz             | 1      | 11  | 6   | 5  | 54.55% | Vinto (7-6(5), 6–4), ATP Finals 2024 RR \|\|5–2\|\| 1–3 \|\| –                       |        |       |     |
| Roger Federer              | 1      | 7   | 4   | 3  | 57.14% | Vinto (6–3, 6(7)–7, 6–3), Shanghai 2019 QF \|\|3–1\|\|0–1\|\|1–1                     |        |       |     |
| Daniil Medvedev            | 1      | 19  | 7   | 12 | 36.84% | Perso (7–5, 6–3, 6(4)–7, 6(5)–7, 6–3), Australian Open 2024 SF \|\|7–10\|\|0–2\|\| – |        |       |     |
| Novak Đoković              | 1      | 13  | 5   | 8  | 38.46% | Vinto (7–6(5), rit.), Australian Open 2025 SF \|\| 4–7 \|\|1–1\|\| –                 |        |       |     |
| Rafael Nadal               | 1      | 10  | 3   | 7  | 30%    | Perso (6(7)–7, 6–6, rit.), Roland Garros 2022 SF \|\|2–2\|\|1–5\|\| –                |        |       |     |
| Andy Murray                | 1      | 4   | 1   | 3  | 25%    | Perso (6(5)–7, 6–2, 5–7), Doha 2023 2T \|\|1–3\|\| – \|\| –                          |        |       |     |
| Jannik Sinner              | 1      | 7   | 4   | 3  | 57.14% | Perso (3–6, 6(4)–7, 3–6), Australian Open 2025 F \|\|3–2\|\|1–1\|\| –                |        |       |     |
| Giocatori nº2 del ranking  |        |     |     |    |        |                                                                                      |        |       |     |
| Casper Ruud                | 2      | 7   | 5   | 2  | 71.43% | Vinto (7–6(3), 6–3), ATP Finals 2024 RR \|\| 4–1 \|\|1–1\|\| –                       |        |       |     |
| Giocatori nº3 del ranking  |        |     |     |    |        |                                                                                      |        |       |     |
| Stan Wawrinka              | 3      | 5   | 5   | 0  | 100%   | Vinto (6–4, 6–1), Coppa Davis 2023 QR \|\|5–0\|\| – \|\| –                           |        |       |     |
| Marin Čilić                | 3      | 8   | 7   | 1  | 87.5%  | Vinto (4–6, 6–4, 6–4), Madrid 2022 2T \|\|4–1\|\|3–0\|\| –                           |        |       |     |
| Grigor Dimitrov            | 3      | 8   | 7   | 1  | 87.5%  | Vinto (6–3, 7–6(2)), Chengdu 2023 SF \|\|5–1\|\|2–0\|\| –                            |        |       |     |
| David Ferrer               | 3      | 8   | 5   | 3  | 62.5%  | Vinto (6–4, 6–1), Madrid 2019 2T \|\|3–2\|\|2–1\|\| –                                |        |       |     |
| Milos Raonic               | 3      | 4   | 2   | 2  | 50%    | Vinto (6–4, 3–6, [10–4]), Laver Cup 2019 RR \|\|1–1\|\|1–0\|\|0–1                    |        |       |     |
| Stefanos Tsitsipas         | 3      | 14  | 5   | 9  | 35.71% | Vinto (6–4, 6–4), United Cup 2024 SF \|\|4–5\|\|1–4\|\| –                            |        |       |     |
| Dominic Thiem              | 3      | 12  | 4   | 8  | 33.33% | Vinto (6–3, 6–4), Halle 2023 1T \|\|1–4\|\|2–4\|\|1–0                                |        |       |     |
| Juan Martín del Potro      | 3      | 2   | 0   | 2  | 0%     | Perso (4–6, 2–6), Acapulco 2018 SF \|\|0–2\|\| – \|\| –                              |        |       |     |
| Giocatori nº4 del ranking  |        |     |     |    |        |                                                                                      |        |       |     |
| Kei Nishikori              | 4      | 6   | 5   | 1  | 83.33% | Vinto (6–4, 6–1, 6–1), Roland Garros 2021 4T \|\|2–0\|\|3–1\|\| –                    |        |       |     |
| Tomáš Berdych              | 4      | 6   | 2   | 4  | 33.33% | Vinto (6–4, 6–4), Madrid 2017 3T \|\|1–3\|\|1–0\|\|0–1                               |        |       |     |
| Giocatori nº5 del ranking  |        |     |     |    |        |                                                                                      |        |       |     |
| Kevin Anderson             | 5      | 6   | 6   | 0  | 100%   | Vinto (7–6(2), 5–7, 6–3, 7–5), US Open 2020 1T \|\|5–0\|\|1–0\|\| –                  |        |       |     |
| Andrej Rublëv              | 5      | 10  | 7   | 3  | 70%    | Vinto (6–4, 6–4), ATP Finals 2024 RR \|\|6–2\|\|1–1\|\| –                            |        |       |     |
| Taylor Fritz               | 5      | 7   | 4   | 3  | 57.14% | Perso (1–6, 4–6), United Cup RR \|\|2–3\|\| – \|\|2–0                                |        |       |     |
| Jo-Wilfried Tsonga         | 5      | 3   | 1   | 2  | 33.33% | Perso (6(6)–7, 2–6), Vienna 2017 SF \|\|1–2\|\| – \|\| –                             |        |       |     |
| Tommy Robredo              | 5      | 2   | 0   | 2  | 0%     | Perso (7–6(3), 4–6, 2–6), Amburgo 2015 1T \|\| – \|\|0–2\|\| –                       |        |       |     |
| Giocatori nº6 del ranking  |        |     |     |    |        |                                                                                      |        |       |     |
| Gilles Simon               | 6      | 4   | 4   | 0  | 100%   | Vinto (7–6(6), 6–4), Vienna 2017 2T \|\|3–0\|\|1–0\|\| –                             |        |       |     |
| Matteo Berrettini          | 6      | 6   | 4   | 2  | 66.67% | Perso (3–6, 6(4)–7, 6(5)–7), Wimbledon 2023 3T \|\|2–0\|\|2–1\|\|0–1                 |        |       |     |
| Félix Auger-Aliassime      | 6      | 7   | 5   | 2  | 71.43% | Vinto (6–3, 7–5), Madrid 2022 QF \|\|3–1\|\|2–0\|\|0–1                               |        |       |     |
| Gaël Monfils               | 6      | 4   | 1   | 3  | 25%    | Vinto (6–1, 6–3), Indian Wells 2021 4T \|\|1–3\|\| – \|\| –                          |        |       |     |
| Giocatori nº7 del ranking  |        |     |     |    |        |                                                                                      |        |       |     |
| Richard Gasquet            | 7      | 4   | 4   | 0  | 100%   | Vinto (4–6, 6–2, 7–5), Monte Carlo 2018 QF \|\|2–0\|\|1–0\|\|1–0                     |        |       |     |
| Fernando Verdasco          | 7      | 6   | 4   | 2  | 66.67% | Vinto (6–4, 6–1), Colonia 2020 2T \|\|3–1\|\|1–1\|\| –                               |        |       |     |
| David Goffin               | 7      | 4   | 2   | 2  | 50%    | Perso (4–6, 6(7)–7), Monte Carlo 2021 3T \|\| – \|\|2–1\|\|0–1                       |        |       |     |
| Giocatori nº8 del ranking  |        |     |     |    |        |                                                                                      |        |       |     |
| Michail Južnyj             | 8      | 3   | 3   | 0  | 100%   | Vinto (6–2, 6–2), San Pietroburgo 2016 2T \|\|1–0\|\|1–0\|\|1–0                      |        |       |     |
| John Isner                 | 8      | 9   | 7   | 2  | 77.78% | Perso (7–6(5), 6(6)–7, [10–5]), Laver Cup 2021 RR \|\|5–2\|\|2–0\|\| –               |        |       |     |
| Diego Schwartzman          | 8      | 6   | 4   | 2  | 66.67% | Vinto (6(2)–7, 6–1, 6–4), Pechino 2023 1T \|\|4–1\|\|0–1\|\| –                       |        |       |     |
| Karen Chačanov             | 8      | 5   | 3   | 2  | 60%    | Vinto (6–3, 6–1), Tokyo 2020 F \|\|2–2\|\|1–0\|\| –                                  |        |       |     |
| Marcos Baghdatis           | 8      | 2   | 1   | 1  | 50%    | Vinto (7–6(9), 6–3), Halle 2016 QF \|\| – \|\| – \|\|1–1                             |        |       |     |
| Jack Sock                  | 8      | 4   | 2   | 2  | 50%    | Vinto (3–6, 6–2, 6–3, 2–1 rit.), US Open 2021 3R \|\|2–2\|\| – \|\| –                |        |       |     |
| Jürgen Melzer              | 8      | 1   | 0   | 1  | 0%     | Perso (1–6, 2–6), Monaco 2014 1T \|\| – \|\|0–1\|\| –                                |        |       |     |
| Giocatori nº9 del ranking  |        |     |     |    |        |                                                                                      |        |       |     |
| Hubert Hurkacz             | 9      | 3   | 3   | 0  | 100%   | Vinto (6(3)–7, 7–6(6), 6–4), United Cup 2024 F \|\|2–0\|\|1–0\|\| –                  |        |       |     |
| Nicolás Almagro            | 9      | 1   | 1   | 0  | 100%   | Vinto (7–6(4), 4–6, 6–4), Barcellona 2017 2T \|\| – \|\|1–0\|\| –                    |        |       |     |
| Fabio Fognini              | 9      | 4   | 3   | 1  | 75%    | Vinto (3–6, 6–2, 6–2, 7–6(5)), Roland Garros 2019 4T \|\|1–0\|\|2–1\|\| –            |        |       |     |
| Roberto Bautista Agut      | 9      | 7   | 5   | 2  | 71.43% | Vinto (6–4, 6–4), Monte Carlo 2023 2T \|\|2–1\|\|2–1\|\|1–0                          |        |       |     |
| Giocatori nº10 del ranking |        |     |     |    |        |                                                                                      |        |       |     |
| Pablo Carreño Busta        | 10     | 3   | 3   | 0  | 100%   | Vinto (6–2, 7–5), Monte Carlo 2022 3T \|\|2–0\|\|1–0\|\| –                           |        |       |     |
| Cameron Norrie             | 10     | 3   | 3   | 0  | 100%   | Vinto (7–6(2), 6–1), ATP Cup 2022 SF \|\|3–0\|\| – \|\| –                            |        |       |     |
| Juan Mónaco                | 10     | 1   | 1   | 0  | 100%   | Vinto (6–4, 6–2), Bastad 2015 2T \|\| – \|\|1–0\|\| –                                |        |       |     |
| Frances Tiafoe             | 10     | 8   | 7   | 1  | 87.5%  | Vinto (3–6, 7–6(3), 6–1, 7–6(5)), Roland Garros 2023 3T \|\|5–1\|\|1–0\|\|1–0        |        |       |     |
| Denis Shapovalov           | 10     | 8   | 5   | 3  | 62.5%  | Vinto (6–2, 6–4), Halle 2023 2T \|\|3–3\|\|1–0\|\|1–0                                |        |       |     |
| Ernests Gulbis             | 10     | 2   | 1   | 1  | 50%    | Vinto (6–2, 6–1), Geneva Open 2019 2T \|\| – \|\|1–0\|\|0–1                          |        |       |     |
| Totale                     | Totale | 251 | 152 | 99 | 60.56% | * Statistiche aggiornate al 31 Marzo 2025.                                           | 102–61 | 43–31 | 7–7 |

### Vittorie contro top 10 per stagione
| Stagione | 2014 | 2015 | 2016 | 2017 | 2018 | 2019 | 2020 | 2021 | 2022 | 2023 | 2024 | 2025 | Totale |
| Vittorie | 0    | 0    | 4    | 7    | 10   | 3    | 3    | 12   | 3    | 4    | 8    | 1    | 55     |

| Anno | #   | Giocatore              | Rank | Torneo                               | Superficie  | Turno | Punteggio               |
| ---- | --- | ---------------------- | ---- | ------------------------------------ | ----------- | ----- | ----------------------- |
| 2016 | 1.  | Roger Federer          | 3    | Halle Open, Halle                    | Erba        | SF    | 7–6(4), 5–7, 6–3        |
| 2016 | 2.  | Tomáš Berdych          | 9    | St. Petersburg Open, San Pietroburgo | Cemento (i) | SF    | 6–4, 6–4                |
| 2016 | 3.  | Stan Wawrinka          | 3    | St. Petersburg Open, San Pietroburgo | Cemento (i) | F     | 6–2, 3–6, 7–5           |
| 2016 | 4.  | Dominic Thiem          | 10   | China Open, Pechino                  | Cemento     | 1T    | 4–6, 6–1, 6–3           |
| 2017 | 5.  | Stan Wawrinka (2)      | 3    | Miami Open, Miami                    | Cemento     | 4T    | 4–6, 6–2, 6–1           |
| 2017 | 6.  | Marin Čilić            | 7    | Madrid Open, Madrid                  | Terra rossa | 2T    | 6(3)–7, 6–3, 6–4        |
| 2017 | 7.  | Milos Raonic           | 6    | Internazionali d'Italia, Roma        | Terra rossa | QF    | 7–6(4), 6–1             |
| 2017 | 8.  | Novak Đoković          | 2    | Internazionali d'Italia, Roma        | Terra rossa | F     | 6–4, 6–3                |
| 2017 | 9.  | Kei Nishikori          | 9    | Washington Open, Washington          | Cemento     | SF    | 6–4, 6–3                |
| 2017 | 10. | Roger Federer (2)      | 3    | Canadian Open, Montréal              | Cemento     | F     | 6–3, 6–4                |
| 2017 | 11. | Marin Čilić (2)        | 5    | ATP Finals, Londra                   | Cemento (i) | RR    | 6–4, 3–6, 6–4           |
| 2018 | 12. | John Isner             | 9    | Madrid Open, Madrid                  | Terra rossa | QF    | 6–4, 7–5                |
| 2018 | 13. | Dominic Thiem (2)      | 7    | Madrid Open, Madrid                  | Terra rossa | F     | 6–4, 6–4                |
| 2018 | 14. | David Goffin           | 10   | Internazionali d'Italia, Roma        | Terra rossa | QF    | 6–4, 3–6, 6–3           |
| 2018 | 15. | Marin Čilić (3)        | 5    | Internazionali d'Italia, Roma        | Terra rossa | SF    | 7–6(13), 7–5            |
| 2018 | 16. | John Isner             | 10   | Laver Cup, Chicago                   | Cemento (i) | RR    | 3–6, 7–6(6), [10–7]     |
| 2018 | 17. | Kevin Anderson         | 9    | Laver Cup, Chicago                   | Cemento (i) | RR    | 6(3)–7, 7–5, [10–7]     |
| 2018 | 18. | Marin Čilić (4)        | 7    | ATP Finals, Londra                   | Cemento (i) | RR    | 7–6(5), 7–6(1)          |
| 2018 | 19. | John Isner (2)         | 10   | ATP Finals, Londra                   | Cemento (i) | RR    | 7–6(5), 6–3             |
| 2018 | 20. | Roger Federer (3)      | 3    | ATP Finals, Londra                   | Cemento (i) | SF    | 7–5, 7–6(5)             |
| 2018 | 21. | Novak Đoković (2)      | 1    | ATP Finals, Londra                   | Cemento (i) | F     | 6–4, 6–3                |
| 2019 | 22. | Roger Federer (4)      | 3    | Shanghai Masters, Shanghai           | Cemento     | QF    | 6–3, 6(7)–7, 6–3        |
| 2019 | 23. | Rafael Nadal           | 1    | ATP Finals, Londra                   | Cemento (i) | RR    | 6–2, 6–4                |
| 2019 | 24. | Daniil Medvedev        | 4    | ATP Finals, Londra                   | Cemento (i) | RR    | 6–4, 7–6(4)             |
| 2020 | 25. | Diego Schwartzman      | 9    | ATP Cologne 2, Colonia               | Cemento (i) | F     | 6–2, 6–1                |
| 2020 | 26. | Rafael Nadal (2)       | 2    | Paris Masters, Parigi                | Cemento (i) | SF    | 6–4, 7–5                |
| 2020 | 27. | Diego Schwartzman (2)  | 9    | ATP Finals, Londra                   | Cemento (i) | RR    | 6–3, 4–6, 6–3           |
| 2021 | 28. | Stefanos Tsitsipas     | 5    | Abierto Mexicano de Tenis, Acapulco  | Cemento     | F     | 6–4, 7–6(3)             |
| 2021 | 29. | Rafael Nadal (3)       | 2    | Madrid Open, Madrid                  | Terra rossa | QF    | 6–4, 6–4                |
| 2021 | 30. | Dominic Thiem (3)      | 4    | Madrid Open, Madrid                  | Terra rossa | SF    | 6–3, 6–4                |
| 2021 | 31. | Matteo Berrettini      | 10   | Madrid Open, Madrid                  | Terra rossa | F     | 6(8)–7, 6–4, 6–3        |
| 2021 | 32. | Novak Đoković (3)      | 1    | Olimpiadi, Tokyo                     | Cemento     | SF    | 1–6, 6–3, 6–1           |
| 2021 | 33. | Stefanos Tsitsipas (2) | 3    | Cincinnati Open, Cincinnati          | Cemento     | SF    | 6–4, 3–6, 7–6(4)        |
| 2021 | 34. | Andrej Rublëv          | 7    | Cincinnati Open, Cincinnati          | Cemento     | F     | 6–2, 6–3                |
| 2021 | 35. | Casper Ruud            | 8    | Paris Masters, Parigi                | Cemento (i) | QF    | 7–5, 6–4                |
| 2021 | 36. | Matteo Berrettini (2)  | 7    | ATP Finals, Torino                   | Cemento (i) | RR    | 7–6(7), 1–0, rit.       |
| 2021 | 37. | Hubert Hurkacz         | 9    | ATP Finals, Torino                   | Cemento (i) | RR    | 6–2, 6–4                |
| 2021 | 38. | Novak Đoković (4)      | 1    | ATP Finals, Torino                   | Cemento (i) | SF    | 7–6(4), 4–6, 6–3        |
| 2021 | 39. | Daniil Medvedev (2)    | 2    | ATP Finals, Torino                   | Cemento (i) | F     | 6–4, 6–4                |
| 2022 | 40. | Félix Auger-Aliassime  | 10   | Madrid Open, Madrid                  | Terra rossa | QF    | 6–3, 7–5                |
| 2022 | 41. | Stefanos Tsitsipas (3) | 5    | Madrid Open, Madrid                  | Terra rossa | SF    | 6–4, 3–6, 6–2           |
| 2022 | 42. | Carlos Alcaraz         | 6    | Roland Garros, Parigi                | Terra rossa | QF    | 6–4, 6–4, 4–6, 7–6(7)   |
| 2023 | 43. | Daniil Medvedev (3)    | 3    | Cincinnati Open, Cincinnati          | Cemento     | 3T    | 6–4, 5–7, 6–4           |
| 2023 | 44. | Jannik Sinner          | 6    | US Open, New York                    | Cemento     | 4T    | 6–4, 3–6, 6–2, 4–6, 6–3 |
| 2023 | 45. | Carlos Alcaraz (2)     | 2    | ATP Finals, Torino                   | Cemento (i) | RR    | 6(3)–7, 6–3, 6–4        |
| 2023 | 46. | Andrej Rublëv (2)      | 5    | ATP Finals, Torino                   | Cemento (i) | RR    | 6–4, 6–4                |
| 2024 | 47. | Stefanos Tsitsipas (4) | 6    | United Cup, Sydney                   | Cemento     | QF    | 6–4, 6–4                |
| 2024 | 48. | Hubert Hurkacz (2)     | 9    | United Cup, Sydney                   | Cemento     | F     | 6(3)–7, 7–6(6), 6–4     |
| 2024 | 49. | Carlos Alcaraz (3)     | 2    | Australian Open, Melbourne           | Cemento     | QF    | 6–1, 6–3, 6(2)–7, 6–4   |
| 2024 | 50. | Alex de Minaur         | 10   | Indian Wells Open, Indian Wells      | Cemento     | 3T    | 5–7, 6–2, 6–3           |
| 2024 | 51. | Casper Ruud (2)        | 7    | Roland Garros, Parigi                | Terra rossa | SF    | 2–6, 6–2, 6–4, 6–2      |
| 2024 | 52. | Andrej Rublëv (3)      | 8    | ATP Finals, Torino                   | Cemento (i) | RR    | 6–4, 6–4                |
| 2024 | 53. | Casper Ruud (3)        | 7    | ATP Finals, Torino                   | Cemento (i) | RR    | 7–6(3), 6–3             |
| 2024 | 54. | Carlos Alcaraz (4)     | 3    | ATP Finals, Torino                   | Cemento (i) | RR    | 7–6(5), 6–4             |
| 2025 | 55. | Novak Đoković (5)      | 7    | Australian Open, Melbourne           | Cemento     | SF    | 7–6(5), rit.            |